# Tef
Tef (latinski: Eragrostis tef, tigrinja jezik: ጣፍ taff) je jednogodišnja trava porijeklom iz istočne Afrike, iz roda kosmatka (Eragrostis).
Tef je visokovrijedna žitarica u pogledu prehrambenih vlakana i željeza te pruža obilje bjelančevina i kalcija. Hranjiviji je od pšenice i kukuruza Sliči prosu i kvinoji u kuhanju, ali sjeme je puno manje i brže se kuha.
Ova žitarica prilagođena je sredinama u rasponu od sušnih sredina do onih s poplavljenim tlom. Najviše se uzgaja na visinama od 1.800 do 2.100 m s količinom oborina od 450 do 550 mm, te temperaturnim rasponom od 10 do 27 °C. Osjetljiva je na dugo danje svjetlo i najbolje mu odgovara 12 sati dnevnog svjetla.
Tef je važna žitarica u Etiopiji i Eritreji, gdje se koristi za izradu jela injere, a manje se jede u Indiji i Australiji. U SAD-u se pokušava pokusno uzgajati u Idahu i Kansasu. Tef konzumiraju i osobe, koje ne jedu hranu s glutenom. Zbog svojih malih sjemenki (manje od 1 mm promjera), pregršt sjemena je dovoljna da se posije velika površina. Ovo svojstvo čini tef osobito prikladnim za polunomadski način života.
Između 8000. i 5000. godine prije Krista, narodi Etiopske visoravni među prvima su pripitomili biljke i životinje za hranu, a tef je bio je jedna od prvih udomaćenih biljaka.
Tef se naširoko uzgaja i koristi u zemljama Eritreje i Etiopije. Čini oko četvrtinu ukupne proizvodnje žitarica u Etiopiji.